# Himmelfahrtskommando (1955)
Himmelfahrtskommando (Originaltitel: The Cockleshell Heroes) ist ein britischer Kriegsfilm aus dem Jahr 1955 über das Kommandounternehmen Operation Frankton, bei dem während des Zweiten Weltkrieges  britische Marinekommandosoldaten im Hafen des von den Deutschen besetzten Bordeaux mehrere Schiffe sprengten.

## Handlung
Auf dem britischen Marinestützpunkt Portsmouth lernt im März 1942 Captain Thompson von den Royal Marines Commandos seinen neuen Vorgesetzten Major Stringer kennen. Stringer ist ein erfahrener Segler, der seinen Rang seiner unkonventionellen Idee, eine Spezialeinheit von Tauchern mit Kanus auszurüsten, zu verdanken hat. Stringer will mit seiner Einheit in den Hafen von Bordeaux eindringen, um dort die deutschen Blockadebrecher zu zerstören.  43 Freiwillige stellen sich auf dem Stützpunkt vor. Stringer will mit jedem von ihnen persönlich sprechen. Die ersten werden zurückgeschickt, Stringer will die übrigen testen. Sie werden in 200 km von der Basis abgesetzt, gekleidet in deutsche Uniformen. Die Männer sollen so schnell wie möglich zurückkehren. Acht Mann schaffen den Test bravourös: Clarke, Ruddock, Stevens, Lomas, Booth, Cooney, Bradley und Todd.
Sergeant Craig beginnt mit der Ausbildung der Männer. Thompson hält die Männer für disziplinlos und beklagt sich über Stringers lasche Methoden. Nachdem die Männer bei einer Trainingseinheit schlecht abschneiden, fragt Stringer Thompson um Rat. Thompson und Stringer teilen sich nun die Aufgaben. Während Thompson die Männer exerzieren lässt, unterweist Stringer sie im Gebrauch der Kanus und des Sprengstoffes. Als die Mission grünes Licht erhält, feiern Thompson und Stringer. Dabei vertraut sich Thompson Stringer an und erzählt ihm, dass er bei Beförderungen übergangen worden sei, weil sein Kommandeur ihn für das Scheitern einer Mission verantwortlich gemacht habe. Während sich Thompson über seine Militärkarriere auslässt, lassen sich die Männer in eine Kneipenschlägerei ein.
Ruddock ist nicht mit den anderen zur Basis zurückgekehrt. Thompson will Ruddock in seinem Haus aufsuchen und erwischt Mrs. Ruddock mit ihrem Liebhaber. Thompson macht Ruddock in einem Pub ausfindig und fährt ihn nach Hause, wo Ruddock auf den Liebhaber losgeht. Als Ruddock und Thompson zur Basis kommen, werden die Kanus in ein U-Boot geladen. Unterwegs macht Stringer seinen Männern klar, dass jedes Zwei-Mann-Kanu für sich selbst verantwortlich sei. Der Erfolg der Mission sei wichtiger als das Leben der Männer.
Das U-Boot nähert sich der Gironde, als ein deutsches Schiff mit Wasserbomben angreift. Lomas schlägt sich den Kopf an und bleibt bewusstlos liegen. Thompson will den Platz des Verletzten einnehmen, der mit Ruddock ein Team bilden sollte. Die Kanus werden in schwerer See zu Wasser gelassen. Eine Welle überspült eines der Kanus, die Männer müssen sich nun selbst retten, werden aber bald von den Deutschen gefangen genommen. Die anderen sechs Boote erreichen das Land. Die Boote werden versteckt, die Männer warten auf den Schutz der Dunkelheit. Als die Flut einsetzt, steigen die Männer wieder in die Kanus und paddeln in Richtung des 75 km entfernten Bordeaux. Craigs Kanu wird von den Deutschen gesehen. Craig lässt das Kanu kentern und sprengt es mit einer Granate. Er und sein Kamerad werden gefangen genommen. Die zwei übrigen Kanus mit Thompson und Ruddock sowie Stringer und Clarke paddeln weiter. Die Deutschen suchen erfolglos nach ihnen.
Als die feindlichen Blockadebrecher erreicht werden, lassen sich die vier Männer zu Wasser, tauchen unter die Schiffe und bringen Minen an. Die alarmierten Deutschen erreichen den Hafen und erfassen Thompson und Ruddock. Stringers Boot wird gerammt, die beiden Soldaten werden von französischen Fischern aus dem Wasser gezogen. Thompson und die fünf anderen werden aufgrund des deutschen Kommandobefehls vor ein Exekutionskommando gestellt und erschossen, als sie sich weigern, über ihre Mission zu reden. Die Minen explodieren und zerstören die Schiffe im Hafen. Clarke und Stringer, die einzigen Überlebenden der Mission, machen sich verkleidet auf den Weg zurück nach England.

## Hintergrund
Das Drehbuch basierte auf der Kurzgeschichte Cockleshell Heroes von George Kent, die 1951 im Reader’s Digest erschien und auf den Ereignissen der Operation Frankton im Jahr 1942 beruht. Colonel Herbert Hasler (im Film „Geoffrey Stringer“) und der Marinesoldat William Sparks (im Film „Clarke“), die einzigen Überlebenden der realen Mission, waren bei der Produktion als Berater tätig.
Der Film wurde am 16. November 1955 in London uraufgeführt. In Deutschland kam er am 14. September 1956 in die Kinos.
Regisseur José Ferrer spielte auch eine der Hauptrollen. In Nebenrollen sind u. a. Karel Štěpánek als Gestapo-Offizier, Sydney Tafler als Polizist und Judith Furse als Fahrerin zu sehen.

## Kritiken
Das Lexikon des internationalen Films urteilte: „[Die] Erschießungsszenen wurden in der deutschen Fassung eliminiert; ebenso wollte man dem deutschen Publikum entgegenkommen, indem man dem oberflächlichen Film einen keineswegs humorvollen Kasernenhof-Jargon a la ‚08/15‘ aufsynchronisierte. Damit verstärkt sich die im Original ohnehin vorhandene Tendenz, den Krieg einmal mehr als spannendes Abenteuer für harte Männer zu präsentieren.“
A. H. Weiler von der New York Times schrieb, der Konflikt zwischen Ferrer und Howard sei uninspiriert. Jedoch strahle der Film wegen der Unterstützung der Royal Navy eine Aura der Authentizität aus. Variety lobte die unheimliche Sorgfalt in der Besetzung. Die Darsteller werden von einem straffen Drehbuch mit einigen der besten Dialogen unterstützt.